# Paracassidina kutyo
Paracassidina kutyo är en kräftdjursart som beskrevs av Bruce1994. Paracassidina kutyo ingår i släktet Paracassidina och familjen klotkräftor. Inga underarter finns listade i Catalogue of Life.